# Base Aérea de Tolemaida
La base aérea de Tolemaida (OACI: SKTI) es una base aérea militar colombiana ubicada en el municipio de Nilo en el departamento de Cundinamarca.

## Instalaciones
La base aérea tiene una elevación de 493 metros por encima del nivel del mar. Tiene dos pistas de aterrizaje, la primera es designada "04/22", tiene una superficie de asfalto y mide 2.829 metros de largo y 29 metros de ancho. La segunda pista es designada "04L/22R", tiene una superficie de concreto y mide 436 metros de largo y 20 metros de ancho.
Tolemaida es la sede del Centro Nacional de Formación.

## Historia

### Violaciones por militares de los EE. UU.
Una comisión conjunta entre el gobierno colombiano y la FAC publicaron un informe en el 2015 documentando la violación de al menos 54 mujeres por militares de los Estados Unidos que ocurrieron entre el 2003 y el 2007. El informe indica que las violaciones occurieron en los alrededores de la base aérea de Tolemaida y en la ciudad de Melgar. Debido a acuerdos de inmunidad bilaterales entre los gobiernos colombianos y estadounidenses, los hombres fueron inmunes de enjuiciamiento por el gobierno de Colombia.

### Tropas colombianas y estadounidenses
En enero de 2020, tropas colombianas y los Estados Unidos lideraron una inserción militar conjunta de ambos países con aeronaves Lockheed C-130 Hércules simulando así la captura de un aeródromo. Para este ejercicio las tropas colombianas trabajaron con alrededor de 75 militares de la División Aérea 82 del Ejército de los Estados Unidos y 40 militares del Ejército de los Estados Unidos-División Sur.

## Galería

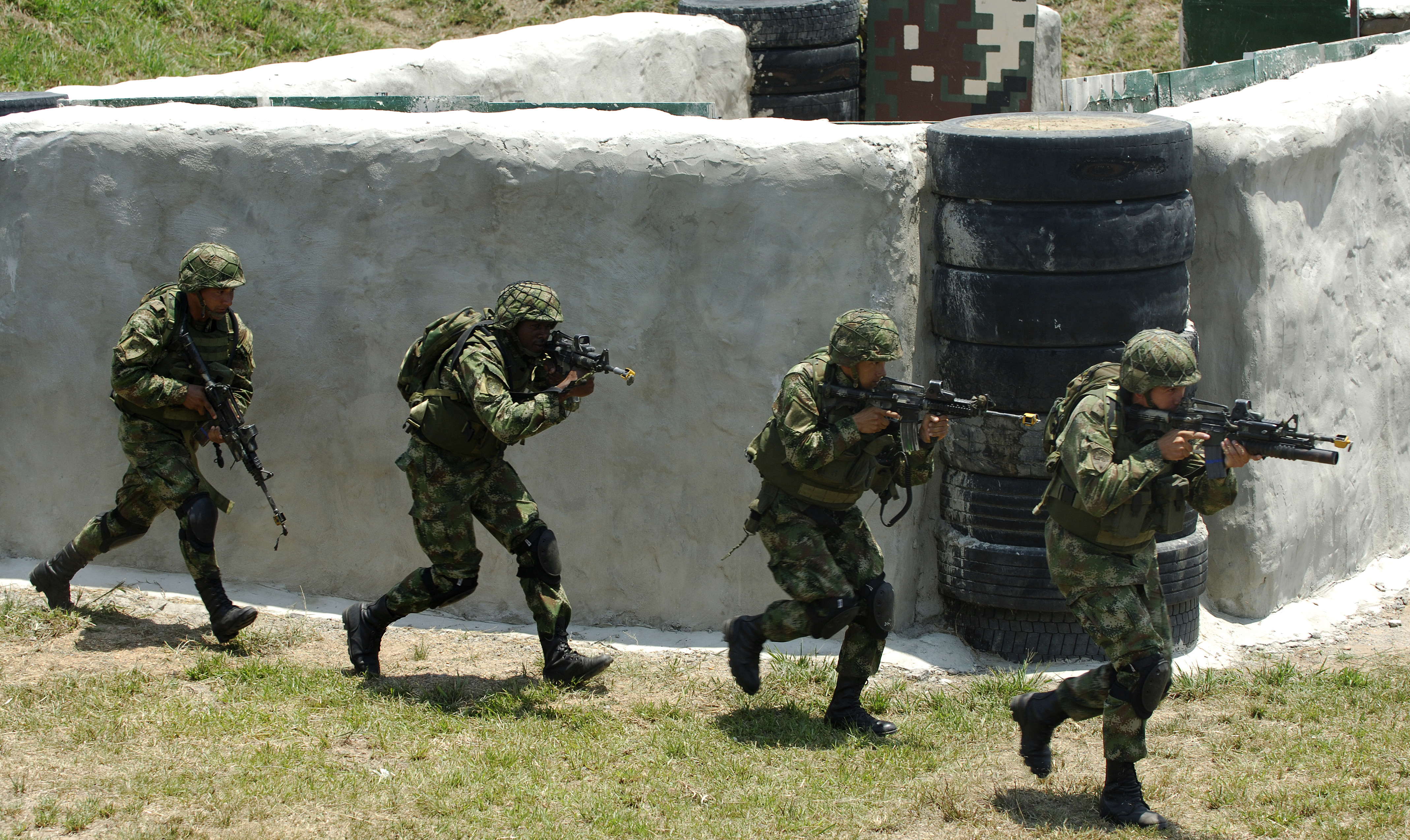
Soldados del Ejército Nacional de Colombia en Tolemaida (2007).
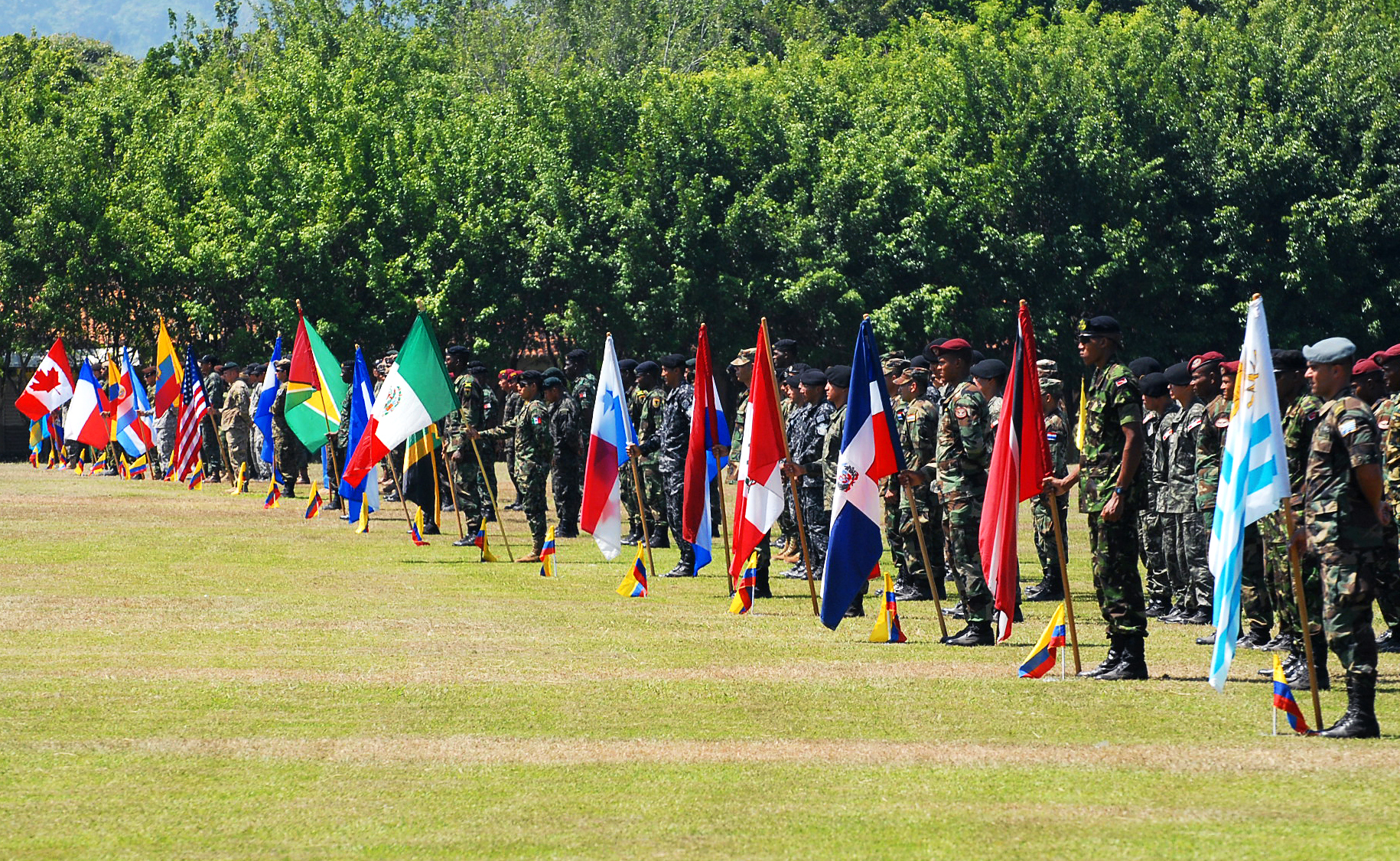
Ejércitos de distintos países de América en Tolemaida (2012).
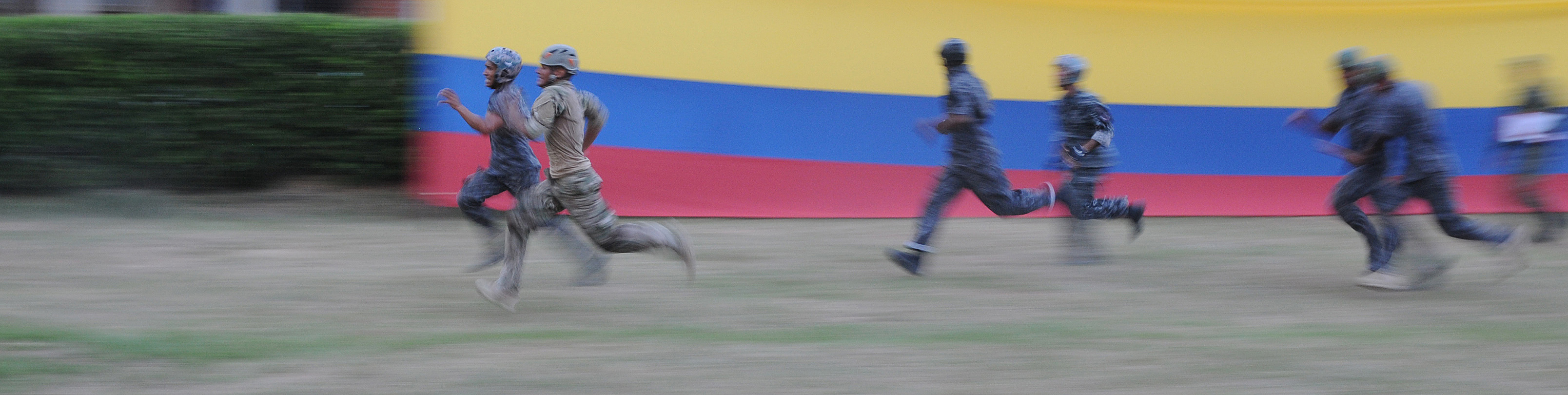
Soldados entrenando en Tolemaida (2014).